# Huw Price
Huw Price (17 de mayo de 1953) es un filósofo australiano, 
actualmente es el Profesor Bertrand Russell en la facultad de Filosofía de la Universidad de Cambridge, y miembro del Trinity College, Cambridge.
Anteriormente fue Profesor Challis de Filosofía y directo del Center for Time en la Universidad de Sídney, y antes de eso Profesor de Lógica y Metafísica en la Universidad de Edimburgo.. También es uno de los tres fundadores y el director académico del Centro para el Estudio del Riesgo Existencial en la Universidad de Cambridge, y el director académico del Leverhulme Centre for the Future of Intelligence.

## Trabajo
Price es conocido por su trabajo en la Filosofía de la física y por su marca de "Neopragmatismo" y "anti-representacionalismo", de acuerdo al cual "todas las locuciones deben considerarse a través de la lente de su función en nuestras interacciones, no de la metafísica de sus relaciones semánticas." Esta visión tiene afinidades con el trabajo de Robert Brandom y, antes, Wilfrid Sellars.
Fue elegido miembro de la Academia Australiana de Humanidades en 1994, y miembro de la Academia Británica en 2012.

### Inteligencia Artificial
Alrededor de 2012, Price cofundó el Centro para el Estudio del Riesgo Existencial, afirmando que "parece una predicción razonable de que algún tiempo en este siglo o en el próximo siglo la inteligencia escapará de las limitaciones de la biología." Expresa su preocupación de que a medida que las computadoras se vuelven más inteligentes que los humanos, los humanos podrían ser destruidos algún día por "máquinas que no son maliciosas, sino máquinas cuyos intereses no nos incluyen", y busca impulsar esta preocupación en la "respetable comunidad científica". Alrededor de 2015, asumió la dirección del nuevo Leverhulme Centre for the Future of Intelligence, afirmando que "la inteligencia artificial será uno de los temas definitorios de nuestro siglo, y los desafíos de garantizar que hagamos un buen uso de sus oportunidades son los que todos enfrentamos juntos. En este momento, sin embargo, apenas hemos empezado a considerar sus ramificaciones, buenas o malas."

## Publicaciones

### Libros
- Facts and the Function of Truth (Blackwell 1988)
- Time's Arrow and Archimedes' Point: New Directions for the Physics of Time (Oxford University Press 1996)
- Naturalism without Mirrors (Oxford University Press 2011)
- Causation, Physics, and the Constitution of Reality: Russell's Republic Revisited ed. con Richard Corry (Oxford University Press 2007)
- Expressivism, Pragmatism and Representationalism (Cambridge University Press 2013)